# Dourga
Ne doit pas être confondu avec Dourga (Meri).

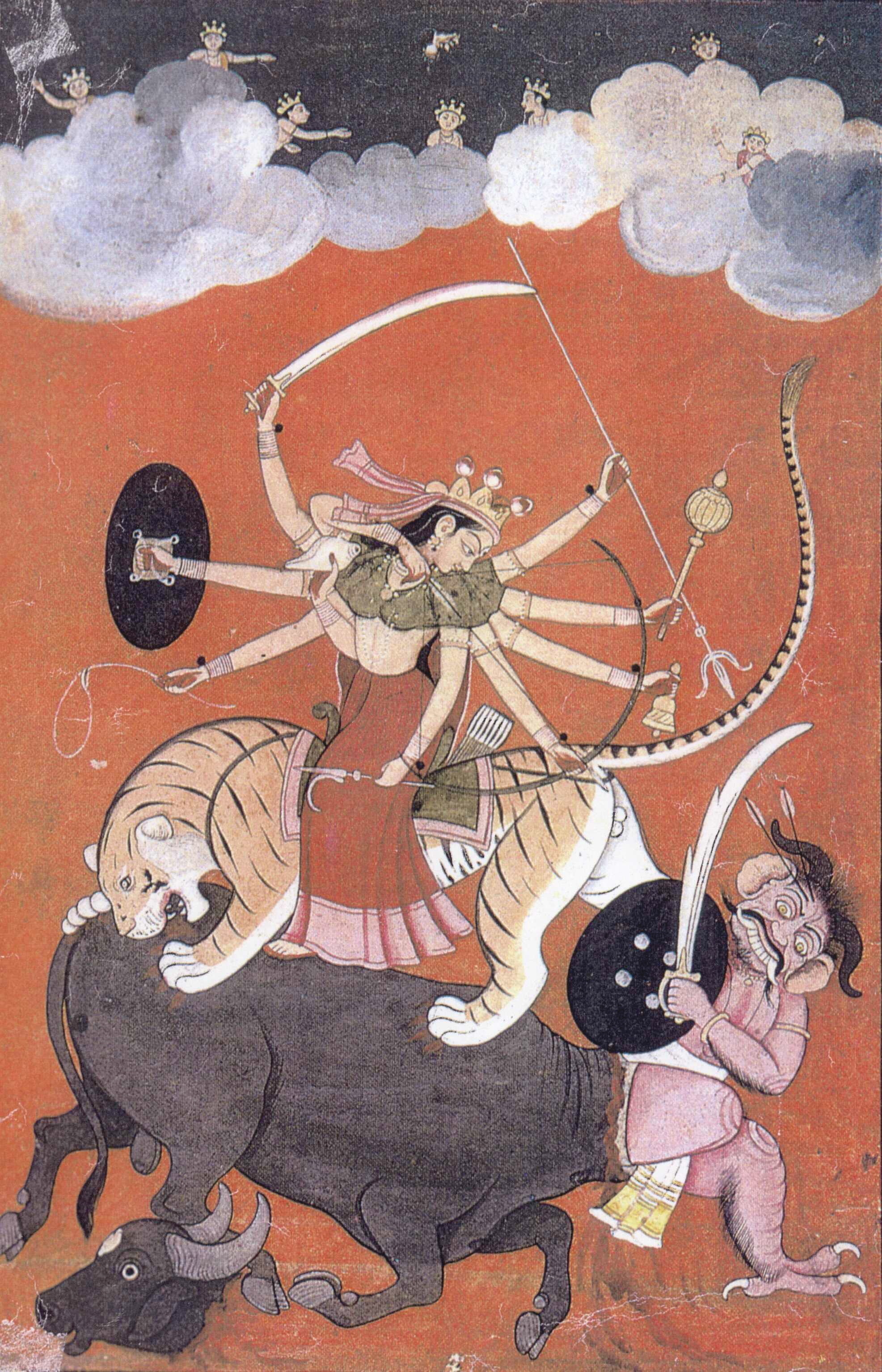
Dourga Mahishasuramardini, c'est-à-dire « tueuse du démon Mahishasura ». Peinture Pahari de l'École de Guler (Himachal Pradesh), datée du début du XVIIIe siècle.

Dourga (sanskrit : दुर्गा (Durgā), littéralement L'inaccessible ) est l'une des épithètes de Parvati, consort de Shiva, considérée comme la shakti (l'énergie) de l'Absolu impersonnel et adorée seule (signe de sa toute-puissance), à la différence de Parvati (ou Parvathi). C'est l'une des divinités principales du panthéon hindou.

## Histoire
Loin dans la nuit des temps, le démon Mahishasura avait envahi les cieux, massacrant les dieux. Comme à chaque fois dans ces cas-là, ils allèrent trouver les trois puissances de la Trimurti : Brahma, Vishnou et Shiva. Alors qu'ils réfléchissaient pour trouver une issue, une terrible tempête éclata. Des éclairs zébraient le ciel, un feu intense se dégagea. Les flammes prirent la forme d'une jeune femme de toute beauté. Tous les dieux la dotèrent de pouvoir, la pourvoyant en armes plus puissantes les unes que les autres : Shiva lui donna son trident, Vishnou son disque chakra, Indra son vajra, l'éléphant blanc Airavata sa cloche ghanta, etc. Lakshmi la conseille quand elle s'incarne. Son apparence humaine est passagère. Elle prend souvent l'apparence d'une lionne, d'où les textes hindous où elle est décrite assise sur une lionne.
Elle plut à Mahîshâsura qui voulut l'épouser. Elle lui dit que s'il la battait au combat, il aurait ce qu'il désirait. Le démon envoya ses armées, qu'elle vainquit avec l'aide de Kali. Puis elle le tua, ramenant la joie aux habitants de la terre. Depuis ce temps, la déesse est vénérée en tant que déesse de la guerre. Alors que, comme tous les dieux, elle n'a pas de fonction négative. Elle est en fait la déesse de la paix. Pour la secte des Shakta, elle est la déesse suprême.

## Symbolique

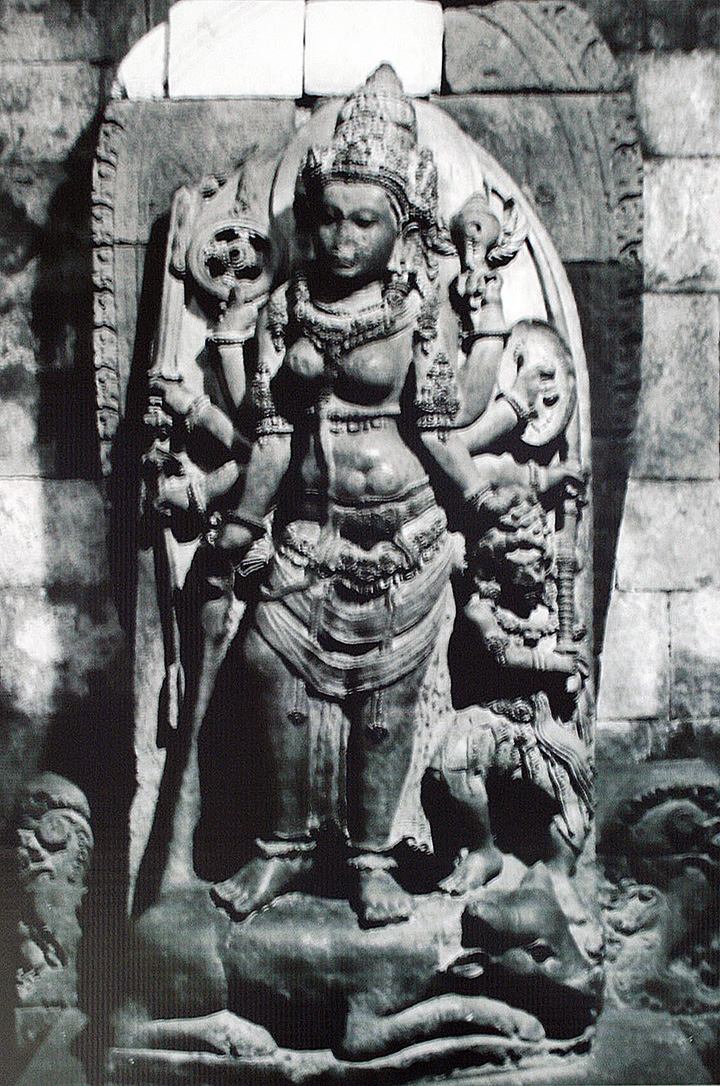
Statue de Dourgâ Mahîshâsuramardini du temple de Prambanan dans le centre de Java en Indonésie.

Le tigre noir nommé Damon sur lequel elle est assise représente son pouvoir illimité, qu’elle met au service de la vertu pour détruire le mal. Ses multiples armes indiquent que pour vaincre les pulsions du mal, l’homme doit développer différentes qualités, selon les situations et les circonstances : le détachement contre l’égoïsme, la connaissance de soi contre la colère, la générosité contre l’avidité ou la rancune, le discernement contre le préjudice (vol, meurtre...), etc.[réf. nécessaire]

## Célébration
Le plus grand festival consacré à Maa Dourga a lieu à l'automne un peu partout en Inde, mais c'est à Calcutta et au Bengale plus généralement que la déesse est fêtée avec le plus de faste. Dans le Ramayana, Rāma, avant de livrer bataille contre Ravana, implora la déesse de lui accorder sa bénédiction. Touchée par sa dévotion, la déesse lui apparut et lui assura la victoire. Chaque année, Maa Dourga est célébrée pendant les neuf jours et neuf nuits que dura la bataille : c’est la fête de Navratri, signifiant « neuf nuits ». La déesse est vénérée sous neuf formes différentes : 

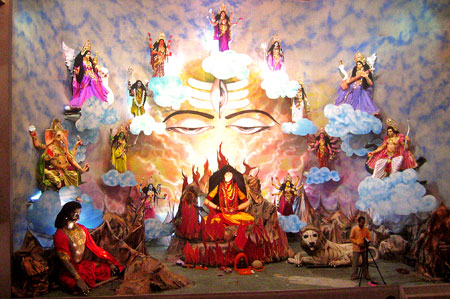
Représentation du Yantra des neuf formes de la déesse Dourga (Nava-Durga) à Varanasi (Bénarès).

- Dourga Maa : déesse de la guerre, celle que personne ne peut blesser,
- Maa Kali : a le pouvoir sur le Temps (kaal),
- Jagadamba : littéralement « mère de l'univers »,
- Annapurna : « anna » signifie grains (de céréale), celle qui donne la nourriture,
- Sarvamangala : celle qui donne la joie (mangal) à tous (sarva),
- Bhairavi : celle qui donne la mort[3],
- Chandika : celle qui donne la colère,
- Lalita : celle qui joue,
- Bhavani : celle qui donne l'amour, épithète souvent donnée à Parvati, la consort de Shiva.

Inutile de chercher un système où tous ces noms prendraient place d'une façon claire et rationnelle, dans l'hindouisme comme dans l'univers, tout bouge, y compris à l'intérieur de la matière qui nous paraît inerte. Ainsi les aspects humains sont représentés et mis en scène dans une sorte de théâtre de société.[réf. nécessaire] Les neuf déesses ne sont que des expressions différentes d'un seul et même pouvoir créateur.

## Notes et références

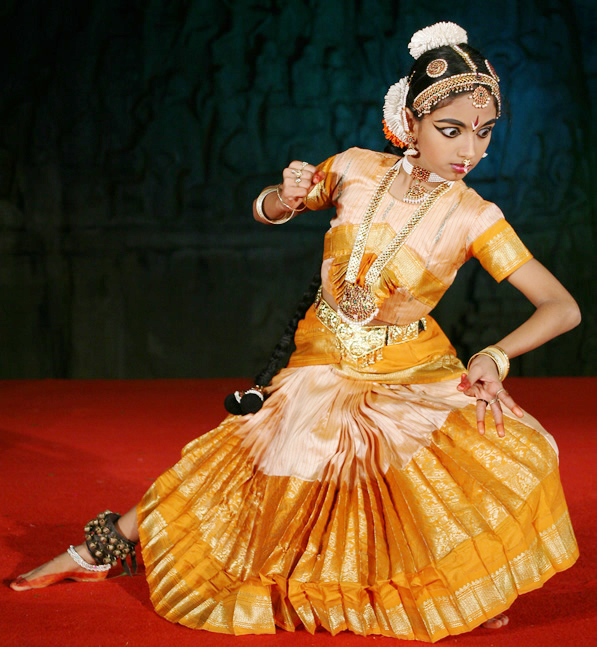
Une danseuse incarnant Dourgâ munie d'un trident.

## Sources
- Mahatmya Devi ou Célébration de la Grande Déesse, Jean Varenne, Éditions les Belles Lettres
- Louis Frédéric : "Le Nouveau Dictionnaire de la civilisation indienne", Éd intégrale révisée par Dave Dewnarain, Éd. Bouquins, 2018,  (ISBN 978-2221214961)
- Alain Daniélou, Mythes et dieux de l'Inde, 643 pages, Flammarion Champs essais, 1994,  (ISBN 978-2-0808-1309-1)
- Sarah Combe : Un et multiple. Dieux et Déesses, mythes, croyances et rites  de l'Hindouisme., 2012, Éd.	Dervy,  (ISBN 978-2844549556)